# リンクル・リバー・ストーリー
『リンクル・リバー・ストーリー』は、セガから発売されたゲームソフト。ジャンルはアクションRPG。セガサターン用ゲームソフトとして1996年3月15日に発売された。

## 概要
ゼルダの伝説のようなアクションRPGだが、ローリング、ダッシュなどの要素が加えられている。

## 登場人物
キッチュ
本作の主人公。
プチムク
キッチュを補助するオプションキャラクター。
ラララ
うさぎ耳の少女。